# Immo Stabreit
Immo Stabreit est un diplomate allemand né le 24 janvier 1933 à Rathenow an der Havel (Allemagne), il est marié et a trois enfants. Il a été à plusieurs reprises ambassadeur d'Allemagne, notamment en France et aux États-Unis.
Il fait des études d'histoire et de langues française et espagnole à l'université de Princeton de 1951 à 1953 puis des études de droit de 1953 à 1957.
- De 1964 à 1966 il travaille au ministère des Affaires étrangères à Bonn.
- De 1966 à 1971 il est muté à l'ambassade d'Allemagne à Moscou
- De 1974 à 1975 au consulat général de Boston il participe à un programme d'études avancé à l'université Harvard.

## Ambassadeur
De 1987 à 1992 il est ambassadeur à Pretoria (Afrique du Sud), puis de 1992 à avril 1995 il est ambassadeur à Washington.
Il arrive à Paris en mai 1995 où il est l'ambassadeur jusqu'en 1998. Il a pris sa retraite en 2002.